# James Vandermeersch
James Vandermeersch (Kortrijk, 26 april 1974) is een Vlaamse auteur, literair en stripvertaler. Hij woont en werkt in Lauwe. Hij werkt mee aan talrijke klassieke en nieuwe stripreeksen en is actief als comicsvertaler voor Marvel en DC Comics.  

## Eigen werk
Vandermeersch publiceerde twee dichtbundels (Instinct en Het Hellekoor zingt). Samen met tekenaar Vanon (Patrick Van Oppen) lanceerde hij de stripreeks Quinn Novak.
In 2023 bracht hij zijn novelle De man die voor één keer in zijn weinig benijdenswaardige leven op reis wilde naar Zuid-Frankrijk uit.